# Willie Rennie
William Cowan Rennie, né le 27 septembre 1967 à Fife, communément appelé Willie Rennie, est un homme politique écossais qui est chef des libéraux-démocrates écossais de 2011 à 2021. Il est membre du Parlement écossais (MSP) pour North East Fife depuis 2016, et auparavant MSP de liste pour Mid Scotland et Fife (de 2011 à 2016) et député pour Dunfermline et West Fife (de 2006 à 2010).
Après l'université, Rennie est un militant électoral libéral-démocrate et un fonctionnaire avant de travailler comme consultant en relations publiques dans le secteur privé. Il devient député de Dunfermline et West Fife après une victoire aux élections partielles en février 2006. Il perd ensuite ce siège au profit du Parti travailliste aux élections générales de 2010. Il est conseiller spécial du gouvernement pour les secrétaires d'État écossais libéraux-démocrates Danny Alexander et Michael Moore au Bureau pour l'Écosse .
Il est ensuite élu au Parlement écossais lors des élections de mai 2011, en tant que membre supplémentaire pour la région Mid Scotland et Fife . Il est peu après élu sans opposition à la tête des Libéraux-démocrates écossais, en remplacement de Tavish Scott. Lors des élections législatives écossaises de 2016, Rennie est élu MSP pour le siège de la circonscription de North East Fife et réélu lors des élections législatives écossaises de 2021.

## Jeunesse et éducation
Rennie est né le 27 septembre 1967, à Fife, de Peta et Alexander Rennie. Il grandit à Strathmiglo, où sa famille tient le magasin du village et vit encore aujourd'hui. Sa mère est secrétaire de l'association communautaire locale et son grand-père est le ministre local.
Rennie va à Bell Baxter High School à Cupar, Fife, avant d'étudier au Paisley College of Technology, où il obtient un BSc en biologie. Après cela, il obtient un diplôme en administration industrielle au City of Glasgow College.
Rennie vit à Kelty avec sa femme Janet et leurs deux fils, Alexander et Stephen . Il est un passionné de course à pied et est membre du PH Racing Club de Dunfermline. Il est finaliste aux championnats écossais de transport de charbon de 2006 organisés à Kelty.

## Carrière politique

### Début de carrière politique: 1990-2001
Alors qu'il est étudiant au Paisley College of Technology, il est vice-président du syndicat étudiant. Rennie dirige les jeunes libéraux démocrates écossais (plus tard réformés en tant que jeunes libéraux d'Écosse) et, après l'obtention de son diplôme, travaille pour les libéraux démocrates anglais en Cornouailles.
Il travaille ensuite pour le département des campagnes des libéraux-démocrates et est l'animateur de la campagne pour l'élection partielle de 1993 à Christchurch dans le Dorset.
Après avoir dirigé les campagnes du parti dans la région du sud-ouest de l'Angleterre, obtenu la réélection d'un nombre important de nouveaux députés aux élections générales de 1997, il retourne en Écosse où il est chef de l'exécutif des libéraux-démocrates écossais de 1997 à 1999, puis le chef du staff du parti au nouveau Parlement écossais de 1999 à 2001.

### McEwan Purvis: 2001-2006
De 2001 à 2006, il travaille pour la petite entreprise de communication écossaise McEwan Purvis en tant que directeur de compte aidant à conseiller des entreprises et des organisations caritatives telles que la Royal Society of Chemistry et Asthma UK. Pendant sa période chez McEwan Purvis, Rennie est conseiller de presse auprès du groupe d'opposition libéral-démocrate du Conseil de Fife et membre de l'équipe éditoriale de Dunfermline Focus, travaillant avec les conseillers Lib Dem de Dunfermline sur les questions locales.

### Député: 2006-2010
Après la mort de la députée travailliste Rachel Squire, Rennie se présente aux élections partielles de Dunfermline et West Fife le 9 février 2006 et renverse une majorité travailliste de 11 800 voix pour remporter le siège avec un gain de 16,24 % pour son parti . À la Chambre des communes, il est membre de l'équipe de porte-parole de la défense des libéraux-démocrates, président de leur unité de campagnes parlementaires et membre du comité restreint de la défense des communes.
Pendant son mandat de député, il fait campagne sur des questions de circonscription locales telles que l'abolition des péages du pont, l'interdiction aux délinquants sexuels d'être instructeurs de conduite en 2008  et l'amélioration des services de cancérologie à l'hôpital Queen Margaret et l'emploi local (notamment à Longannet Power Station et chantier naval de Rosyth).
Aux élections législatives du 6 mai 2010, Rennie perd son siège au profit du candidat travailliste Thomas Docherty (en).
Il est ensuite pendant un temps conseiller spécial du nouveau secrétaire libéral-démocrate écossais Michael Moore.

### MSP et chef des libéraux-démocrates écossais : 2011-2021

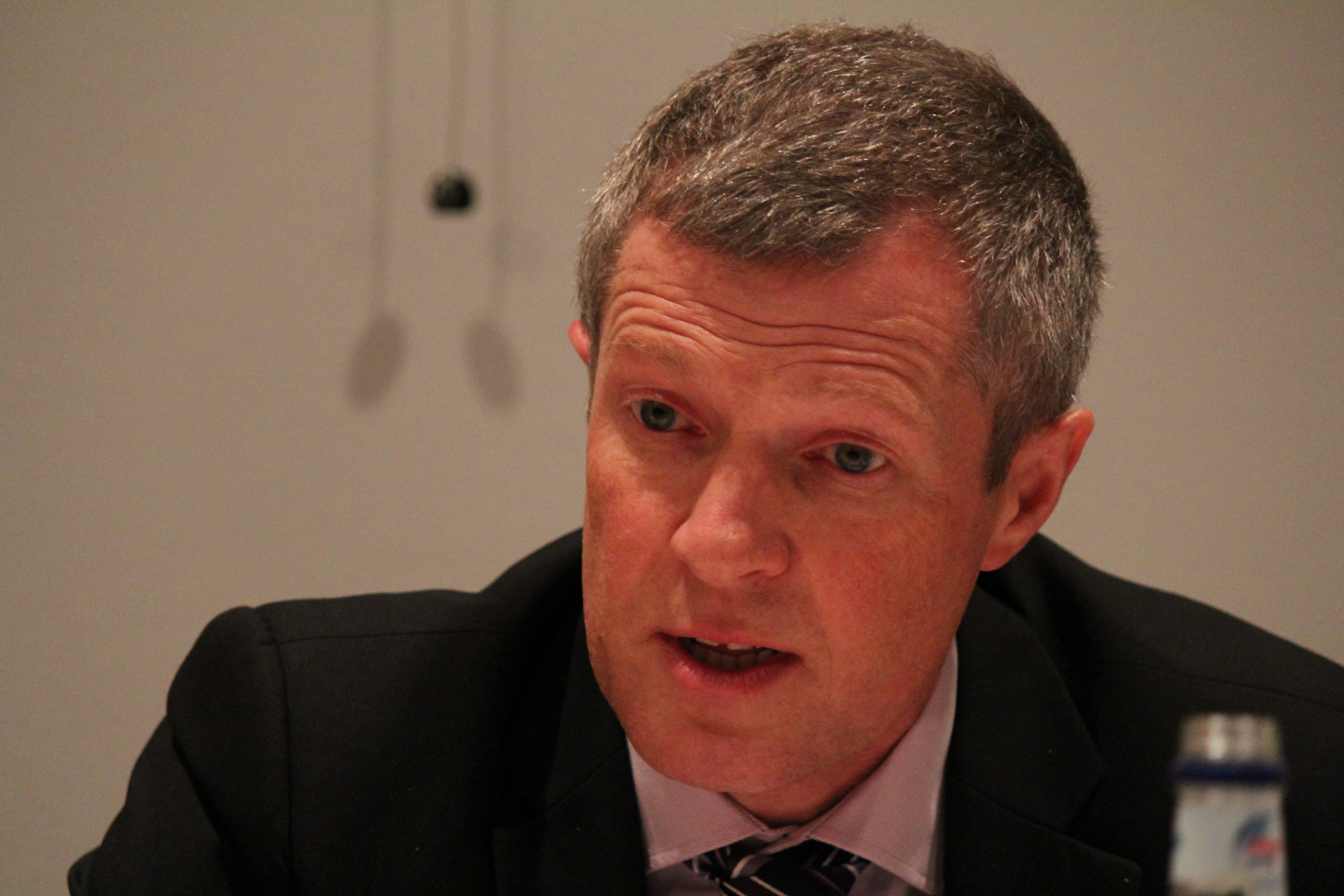
Rennie parlant en 2013

Rennie revient à la politique de première ligne en tant que député lorsqu'il remporte un siège de liste régionale pour les libéraux-démocrates dans la région de Mid Scotland et de Fife pour le Parlement écossais aux élections de Holyrood le 5 mai 2011. Il est le seul nouveau député libéral-démocrate à remporter un siège lors de cette élection.
Après la démission du leader Tavish Scott, Rennie se présente aux élections à la direction. Il est le seul candidat et est déclaré élu à la clôture des candidatures le 17 mai. Il s'engage à tenir tête à la majorité du « bulldozer SNP » et refuse de prendre ses distances avec les libéraux-démocrates britanniques .
Lors du référendum sur l'indépendance de l'Écosse en 2014, Rennie fait campagne aux côtés de Better Together pour rester au Royaume-Uni . Il s'oppose à un deuxième référendum sur l'indépendance, en faveur d'un Royaume-Uni plus fédéral ,.
Lors des élections au Parlement écossais de 2016, les libéraux-démocrates obtiennent cinq députés, tout en gagnant deux sièges de circonscription et en conservant leurs deux sortants avec des majorités accrues. Rennie est élu dans North East Fife, battant le SNP avec un swing de 9,5%.
Rennie est réélu dans le nord-est de Fife pour les élections législatives écossaises de 2021 . Le 12 juillet 2021, Rennie démissionne de ses fonctions de chef des libéraux-démocrates écossais, à compter de septembre . Il est remplacé par Alex Cole-Hamilton.
En septembre 2011, Rennie annonce le projet d'une commission s'appuyant sur les travaux de la Commission de Lord Steel pour élaborer un projet de Home Rule et de fédéralisme fiscal complet qui définirait une nouvelle décentralisation des pouvoirs après l'adoption du Scotland Bill 2011 ,.